# Dr. Lonnie Smith

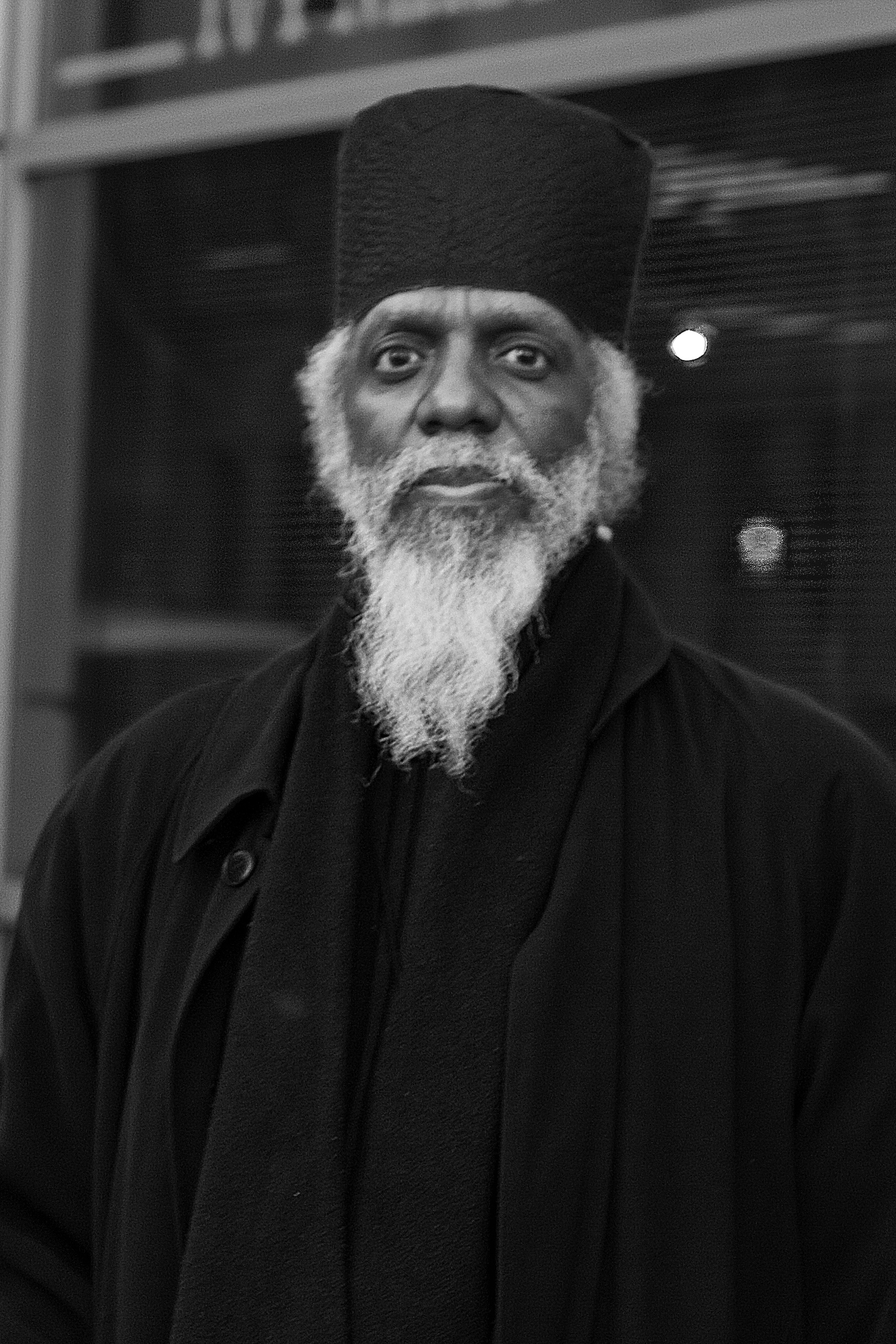
Dr. Lonnie Smith, im Dezember 2007

Dr. Lonnie Smith (eigentlich nur Lonnie Smith; * 3. Juli 1942 in Lackawanna, New York; † 28. September 2021 in Fort Lauderdale, Florida) war ein US-amerikanischer Jazz-Organist.

## Leben und Wirken
Schon früh kam Lonnie Smith mit Musik in Berührung und begann, Trompete zu spielen. Er sang weiterhin bei Vocal-Gruppen wie den Teen Kings. Er begann eher durch Zufall im Alter von 20 Jahren mit dem Spielen der Hammond-Orgel. Sein unorthodoxer, an Rhythm & Blues und Motown angelehnter Stil machte ihn schnell regional bekannt (als Vorbilder nennt er Dionne Warwick, Gladys Knight, The Impressions). Als er nach New York City umzog, lernte er den Jazz-Gitarristen George Benson kennen und gründete mit ihm 1966 das George Benson Quartet.
Ersten Ruhm erntete Lonnie Smith, als der bereits etablierte Saxophonist Lou Donaldson ihn und George Benson in seine neue Band und somit zum Jazz-Label Blue Note Records holte. Als erste Zusammenarbeit entstand 1967 das Album Alligator Bogaloo mit dem gleichnamigen Titelstück. Die Platte entwickelte sich zu Donaldsons bis dato erfolgreichstem Album und wurde zu einem Markstein des aufkommenden Genres Soul-Jazz, nicht zuletzt dank des groovenden Orgelsounds. Es folgten in kurzen Abständen die drei ähnlich aufgebauten Alben Mr. Shing-A-Ling, Midnight Creeper und Everything I Play Is Funky, auf denen der Organist auch eigene Kompositionen unterbringen konnte, darunter das markante Peepin.
Anschließend startete Lonnie Smith bei Blue Note eine Solokarriere, in deren Folge er mehr als 30 Alben unter eigenem Namen aufnahm. Darauf wirkten bekannte Musiker wie Lee Morgan, David „Fat Head“ Newman, King Curtis, George Adams, Bennie Maupin, Blue Mitchell oder Joe Lovano mit.
Smith trat auf den großen Jazzfestivals mit Dizzy Gillespie, Grover Washington junior, Frank Foster, Jimmy McGriff, Jimmy Scott, Ron Carter oder Leon Thomas auf. Er war aber auch mit Künstlern aus dem Rhythm & Blues und Disco-Sektor auf der Bühne wie Gladys Knight, Dionne Warwick, Etta James, Esther Phillips, Joan Cartwright, den Impressions und den Coasters. Nachdem in den 80er-Jahren die Disco-Welle abebbte, zog Smith nach Süd-Florida, wo er mit lokalen Musikern auftrat. Durch die Acid-Jazz-Welle erwachte wieder ein Interesse an seiner Musik; er begann wieder mit eigenen Gruppen (und mit John Abercrombie und Marvin Smitty Smith sowie erneut mit Lou Donaldson), spielte aber für Plattenaufnahmen auch mit Soul-Jazz-Projekten wie „Jazz Funk Masters“, „Chartbusters“, „Secret Agent Men“ und den „Essence Allstars“ sowie mit Ximo Tebar. Weiterhin nahm er „Organic Grooves“ mit Joey DeFrancesco, Kenny Garrett und Lenny White auf.
Smith starb Ende September 2021 an den Folgen einer Lungenfibrose.

## Künstler-Titel
Dr. Lonnie Smith ist ein Künstlername. Den „Doktortitel“ erhielt Smith angeblich von seinen Mitmusikern für seine virtuosen Fähigkeiten an der Orgel. Er selbst antwortete auf die Frage, warum er als „Dr.“ auftrete (und auch, warum er bei seinen Auftritten stets einen Turban trage): „No particular reason“ (dt. „kein bestimmter Grund“).

## Auszeichnungen
Lonnie Smith erhielt die Jazz Masters Fellowship für das Jahr 2017. Die mit 25.000 US-Dollar dotierte Anerkennung der staatlichen NEA-Stiftung ist die höchste Auszeichnung für Jazzmusiker in den USA.

## Diskografische Hinweise
Als Bandleader:
- 1967: Finger Lickin’ Good (Columbia)
- 1969: Think! (Blue Note)
- 1969: Turning Point (Blue Note)
- 1969: Move Your Hand (live) (Blue Note)
- 1970 (1995): Live at Club Mozambique (Blue Note)
- 1970: Drives (Blue Note)
- 1971: Mama Wailer (Kudu)
- 1975: Afro-Desia (Groove Merchant)
- 1976: Keep on Lovin’ (Groove Merchant)
- 1977: Funk Reaction (Lester Radio Corporation)
- 1978: Gotcha (Lester Radio Corporation)
- 1983: Lonnie Smith / B.J. Thomas – La grande storia del Rock 93 (Curcio)
- 1992: The Jazz Funk Masters feat Lonnie Smith – Live Jam! (P-Vine Records)
- 1995: Purple Haze: A Tribute to Jimi Hendrix
- 2000:The Turbanator
- 2003: Boogaloo to Beck (Scufflin’ Records)
- 2004: Too Damn Hot! (Palmetto Records)
- 2006: Jungle Soul
- 2009: The Art of Organizing (Criss Cross)
- 2009: Rise Up!
- 2010: Spiral (Palmetto Records)
- 2012: The Healer (Pilgrimage)
- 2013: In the Beginning, Volumes 1 & 2 (Pilgrimage)
- 2016: Evolution (Blue Note)
- 2018: All in My Mind (Blue Note)
- 2021: Breathe (Blue Note)

Mit George Benson:
- 1966: It’s Uptown (Columbia)
- 1966: The George Benson Cookbook (Columbia, 1967)

Mit Lou Donaldson:
- 1967: Alligator Bogaloo (Blue Note BLP 4263) mit Melvin Lastie, George Benson und Leo Morris
- 1967: Mr. Shing-A-Ling (Blue Note BLP 4271) mit Blue Mitchell, Jimmy „Fats“ Ponder und Leo Morris
- 1968: Midnight Creeper (Blue Note BST 84280) mit Blue Mitchell, George Benson und Idris Muhammad
- 1969: Everything I Play Is Funky (Blue Note BST 84337)
- 1990: Lou Donaldson Plays the Right Thing (Milestone M 9190)
- 1993: Caracas (Milestone)
- 1994: Sentimental Journey (Columbia, 1995)
- 1999: Relaxing at Sea: Live on the QE2 (2000)

Mit Chartbusters (Craig Handy und anderen):
- 1995: Chartbusters! – Volume 1 (NYC Records, 1995)
- 1995: The Chartbusters – Mating Call (Prestige Music, 1995)

### Nachrufe
- Michael J. West: Dr. Lonnie Smith 1942–2021: One of jazz’s leading organists, he was a key inspiration for the 1990s acid-jazz movement, which in turn revived his career. JazzTimes, 29. September 2021, abgerufen am 2. Oktober 2021 (englisch).
- Greg Bryant: Dr. Lonnie Smith, Master Of The Hammond Organ, Dies At 79. National Public Radio, 28. September 2021, abgerufen am 2. Oktober 2021 (englisch).
- Andrian Kreye: Der Vulkan: Zum Tod von Lonnie Smith. Süddeutsche Zeitung, 29. September 2021, abgerufen am 2. Oktober 2021.
- Althea Legaspi: Dr. Lonnie Smith, Lauded Hammond Organist, Dead at 79. Rolling Stone, 29. September 2021, abgerufen am 2. Oktober 2021 (englisch).
- Dr. Lonnie Smith: 1942–2021. Down Beat, 29. September 2021, abgerufen am 2. Oktober 2021 (englisch).

### Musikbeispiele
- Lonnie Smith: Move Your Hand (Live At Club Harlem, Atlantic City, NJ) auf YouTube
- Lonnie Smith: Dancin' In An Easy Groove (Live At Club Harlem, Atlantic City) auf YouTube
- Lonnie Smith: Psychedelic Pi auf YouTube
- Lonnie Smith feat. Iggy Pop: Why Can't We Live Together auf YouTube